# Hamberg Lakes
Die Hamberg Lakes sind drei ineinander übergehende Seen auf Südgeorgien. Sie liegen nahe dem nördlichen Ausläufer des Hamberg-Gletschers und 1,5 km westlich des Moraine Fjord. Die Seengruppe besteht aus dem Upper, dem Middle und dem Lower Hamberg Lake.
Die ersten Vermessungen der Seen nahmen Teilnehmer der Schwedischen Antarktisexpedition (1901–1903) unter Otto Nordenskjöld vor. Der deutsche Zoologe und Arzt August Emil Alfred Szielasko (1864–1928), der das Gebiet bei einem Besuch Südgeorgiens im Jahr 1906 kartierte, benannte sie gemeinschaftlich als Hamberg-See. Der South Georgia Survey identifizierte sie bei seiner Vermessungskampagne zwischen 1956 und 1957 als zwei Seen und passte die Benennung in der englischen Übersetzung entsprechend an. Ihr Name leitet sich vom gleichnamigen Gletscher ab. Dessen Namensgeber ist der schwedische Geograph, Mineraloge und Arktisforscher Axel Hamberg (1863–1933). Landsat-Aufnahmen zeigten 2002, dass durch den Rückzug des Hamberg-Gletschers inzwischen ein dritter See entstanden ist.